# Cultura de Niterói

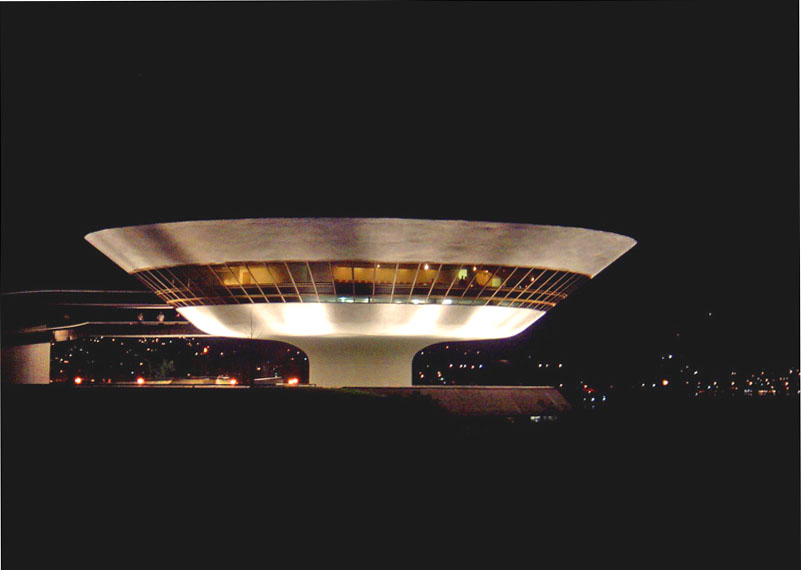
Museu de Arte Contemporânea de Niterói, o símbolo de Niterói.

Cultura de Niterói é marcada pela diversidade, destacam-se a Vila de Pescadores de Jurujuba, fortalezas, museus, igrejas e monumentos futuristas, como o Museu de Arte Contemporânea, o símbolo do município, construído pelo arquiteto modernista Oscar Niemeyer e o Teatro Popular de Niterói, contrastando com edifícios históricos. A cidade é um importante centro histórico-cultural do Brasil. 
Em Niterói há diversas tradições festivas tanto as festas juninas como as de fim de ano, além de uma folia de carnaval com desfile de agremiações carnavalescas em passarela montada e "carnavais" de rua pelos vários bairros da cidade. A cidade também é sede de um dos mais tradicionais grupos sinfônicos brasileiros: a Orquestra Sinfônica Nacional (OSN-UFF).

## Pontos culturais

### Museus, centros culturais, construções e sítios históricos
Um patrimônio histórico-cultural com museus, igrejas, teatros, arte em vários estilos, hábitos e costumes. A arquitetura é de uma impressionante beleza estética e importância histórica. Enfim, um acervo dos mais atraentes está à disposição.

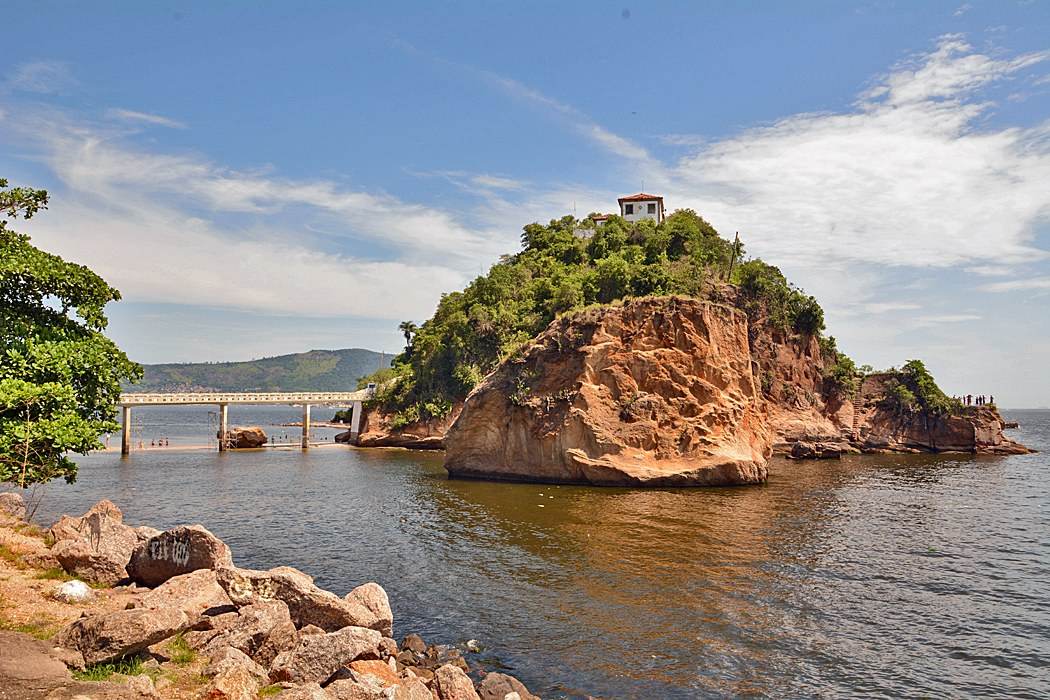
Ilha da Boa Viagem

- Ilha da Boa Viagem – Relevo bastante erodido, com pequenas grutas e coberta de vegetação, tem excelente localização em relação à entrada da Baía de Guanabara. É um ponto de onde se avistam todas as embarcações que chegam ou saem da baía. O seu sítio é um dos principais monumentos da história de Niterói, por suas edificações e caminhos escavados na pedra.
- Duna Grande de Itaipu – São 100.000 m² de área com 30m de altura, totalmente coberto de areia, sendo identificado como jazida arqueológica pela presença de restos ósseos, lascas de quartzo e instrumento de povos antigos.
- Igreja São Lourenço dos Índios – Igreja do séc. XIX, destaca-se por sua grande volumetria. O seu interior é amplamente decorado. O altar-mor tem colunas salomônicas ladeando o nicho, onde de encontra a imagem de São Lourenço, vinda de Portugal em 1897.
- Nossa Senhora da Boa Viagem – Erguida em meados do século XVII. De estilo colonial, guarda no altar principal a imagem de N.S. da Boa Viagem. Próximo á igreja encontra-se as ruínas do Forte da Boa Viagem e todo o Patrimônio Histórico Cultural da Ilha de Boa Viagem.
- Museu de Arqueologia de Itaipu – Instalado nas ruínas do recolhimento de Santa Tereza, o museu é de grande importância ao acervo arqueológico do Brasil.
- Museu de Arte Contemporânea de Niterói – Projetado pelo arquiteto Oscar Niemeyer, é por si só uma obra de arte em harmonia com o panorama da Baía de Guanabara. O museu abriga diversas coleções de artes e esculturas, além de outras expressões artísticas.
- Teatro Municipal de Niterói – É citado pelos historiadores como o marco de teatro brasileiro. Passou a chamar-se teatro João Caetano em homenagem ao grande ator. As pinturas interiores são de autoria de Thomas Driendl e o atual pano de boca foi criado pela paisagista e artista Burle Marx. É o atual local da maior parte das apresentações da Orquestra Sinfônica Nacional (OSN-UFF).
- Cantareira – Ruínas do antigo estaleiro da companhia Cantareira e estação das barcas Cantareira, restaurado para funcionar como Estação Cantareira. A região é conhecida como a “Lapa de Niterói”, por reunir estudantes universitários, professores, intelectuais, profissionais liberais e artistas.
- Solar do Jambeiro – Sobrado recém-restaurado, construído em 1872, de arquitetura portuguesa, com fachada totalmente revestida de azulejos e beirais constituídos por talhões de louça. Sua arquitetura é um marco no estilo colonial. O casarão abriga diversas exposições e produções culturais de Niterói.
- Caminho Niemeyer – Conjunto arquitetônico de equipamentos culturais ao longo da orla da cidade com projetos arquitetônicos de Oscar Niemeyer, além do Museu de Arte Contemporânea de Niterói. Possui o Teatro Popular de Niterói, o Memorial Roberto Silveira, a sede da Fundação Oscar Niemeyer e o Museu Petrobras de Cinema.
- Centro de Artes UFF – Centro cultural organizado e mantido pela Universidade Federal Fluminense, localizado no prédio da Reitoria da UFF, bairro de Icaraí, formando o mais completo centro cultural da cidade.

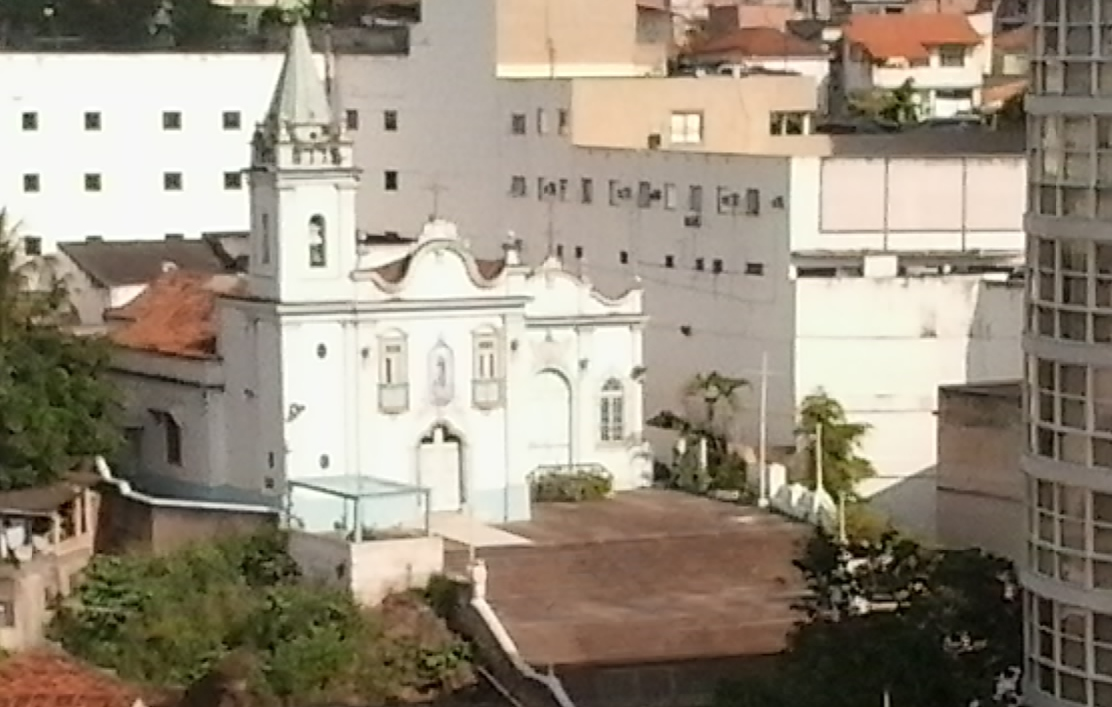
Museu de Arte Sacra de Niterói, Igreja da Conceição da Cidade.

- Museu de Arte Sacra de Niterói – Museu instalado em salão anexo da igreja colonial da Conceição, no Centro da cidade.
- Praça da República – Conjunto de edifícios públicos de arquitetura eclética tombado pelo patrimônio histórico, construído para abrigar o centro cívico do antigo estado do Rio de Janeiro - composto atualmente pela Câmara Municipal de Niterói, Biblioteca Estadual de Niterói, o o antigo Tribunal de Justiça (atual Centro de Memória Judiciária), o Liceu Nilo Peçanha e o Monumento Triunfo à República.
- Estátua de Arariboia – Monumento em homenagem ao fundador da cidade, o cacique Arariboia, herói da guerra da Confederação dos Tamoios e da expulsão dos franceses da colônia de França Antártica, com uma estátua pedestre em bronze, no meio da praça do mesmo nome, onde também abriga o terminal hidroviário da Praça Arariboia.
- Museu de História e Artes do Estado do Rio de Janeiro (MHAERJ) – Abrigado no antigo Palácio Nilo Peçanha (também chamado Palácio do Ingá), outrora sede do governo do Estado do Rio de Janeiro antes da fusão com o Estado da Guanabara. Abriga acervo histórico, artístico e de arte popular, além de centro de memória e referência da política fluminense, e ateliê e cursos de artes plásticas.
- Igreja de São Francisco Xavier – Igreja colonial no bairro de São Francisco.
- Basílica de Nossa Senhora Auxiliadora – Igreja em arquitetura neogótica do século XIX. Possui o maior órgão de tubos da América Latina.
- Catedral São João Batista – Catedral da cidade dedicada ao santo padroeiro instalado no largo do rocio no meio do centro histórico, e o conjunto arquitetônico que circunda, incluindo o antigo palácio (Paço Municipal de Niterói) que abrigava a Câmara Municipal até 1974.
- Museu Antônio Parreiras – Museu e galeria de arte dedicada a vida e obra do pintor Antônio Parreiras.
- Palácio Arariboia – Antigo palácio sede da Prefeitura Municipal de Niterói, seu nome é uma homenagem ao fundador da cidade, o cacique Arariboia, herói da guerra da Confederação dos Tamoios e da expulsão dos franceses da colônia de França Antártica.
- Palácio dos Correios – Antigo edifício em frente a Praça Arariboia em arquitetura eclética que abrigou a agência central dos Correios na cidade.No momento passa por restauração para abrigar um centro cultural.

### Circuito de fortes e fortalezas
Um importante conjunto de Fortes e Fortalezas do Brasil, exibe em sua construção arquitetura e paisagem marcantes, em um cenário que revive um pedaço da história do país.

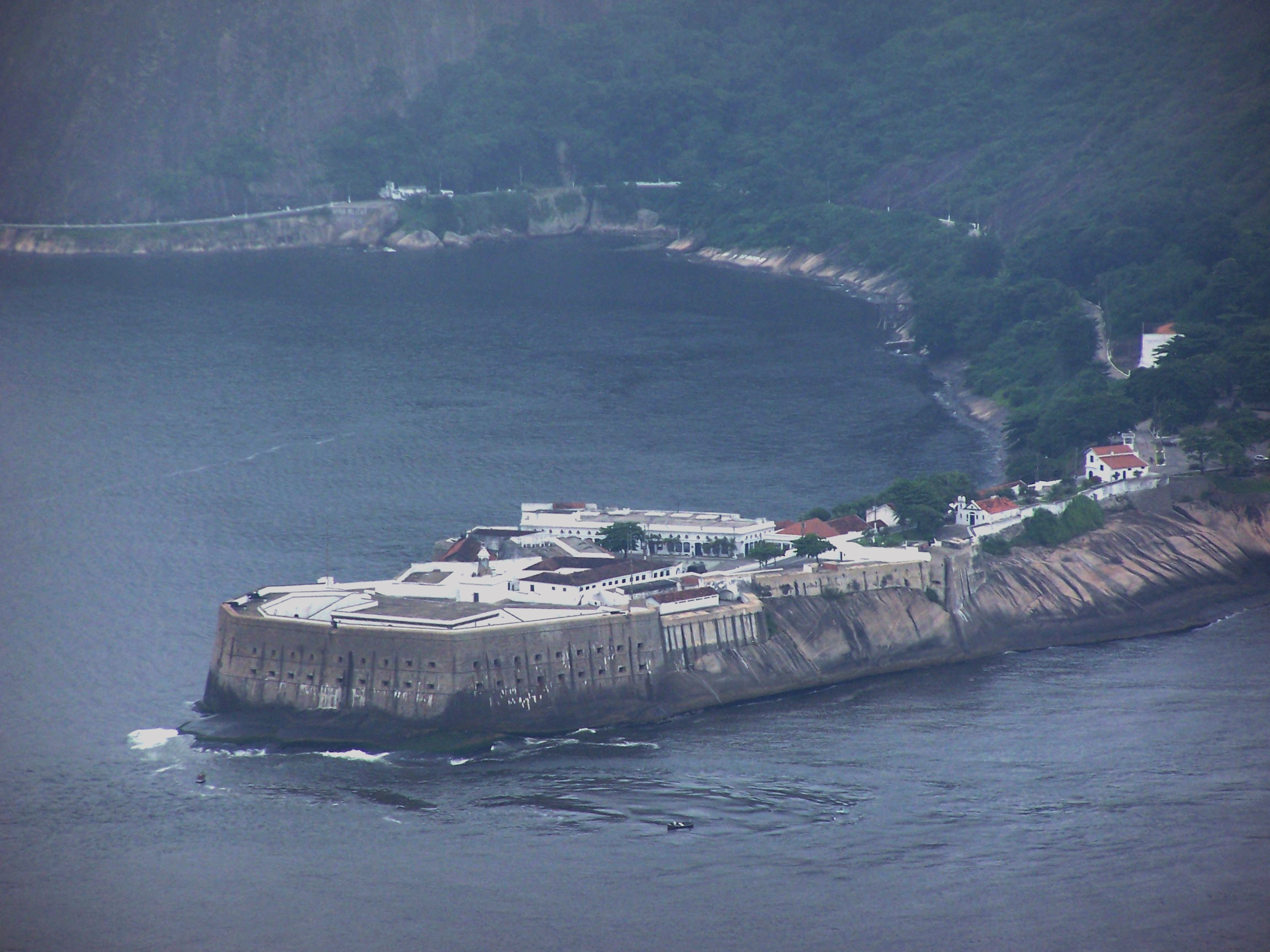
Fortaleza de Santa Cruz vista do Pão de Açúcar.

- Fortaleza de Santa Cruz – Foi a primeira fortaleza erguida em volta da Baía de Guanabara. Pode ser vista também a Capela de Santa Bárbara, em estilo colonial que abriga no seu interior uma imagem de tamanho natural, em madeira maciça e ornada de pedras preciosas, o relógio de sol de 1820 construído em mármore, prisões colônias, pontos de tortura, o local de fuzilamento e um antigo paiol.
- Forte Rio Branco e Forte Imbuí – Suas construções, em cantarias de pedras e cimentadas com óleo de baleia, cal de conchas e mariscos, iniciaram-se no séc. XIX. Juntos eles constituem um complexo que reúne uma série de atrações para os turistas ao lado das belezas naturais.
- Forte de São Luís – Construído no séc. XVIII, no alto do Morro do Pico. Muralha de pedra, com um grande portão de entrada, fazem do forte uma das áreas mais visitadas do Rio de Janeiro.
- Forte do Pico – Encontra-se a 230 metros de altitude, no Morro do Pico. Sua construção foi concluída nó inicio do séc. XX. Conta com antigos obuseiros de 280 mm, importados da Alemanha. Do alto do pico, avista-se, de um lado, a Fortaleza de Santa Cruz, o Morro da Urca, a Baía de Guanabara, e toda a cidade do Rio de Janeiro. Do outro lado, a enseada de Charitas e São Francisco, o Forte Imbuí e uma visão do Oceano Atlântico.
- Forte Gragoatá – As primeiras baterias datam de 1600, entretanto, a construção vista atualmente é do séc XVIII. O nome Gragoatá vem de uma planta abundante no morro ao lado do forte que se chama gravatá, da família das bromeliáceas.

## Cultura negra
Apesar de Niterói ter sido batizada com um nome indígena – "água que se esconde" –, muitos bairros e localidades da cidade têm em comum o fato de possuírem nomes de origem africana ou terem ligações profundas com a cultura e história negra. Cubango, Badu, Engenho do Mato, Engenhoca e Morro do Bumba são exemplos dessa influência.
Influenciando também nas festas, na religiosidade e nas manifestações artísticas, como tabaques, viola, acordeon, imagens de santos, exuberância nos figurinos - saias rodadas, contas de orixás, pulseiras coloridas - e muito samba nos pés.

## Festas
Niterói conta com festas tradicionais cujas origens iniciam-se no período colonial, destacando-se as seguintes festas:

### Festas juninas
Todo o mês de junho começa a temporada de festas caipiras, as chamadas juninas – que se estendem também em julho – em toda cidade. Comunidades, igrejas, colônias de pescadores e clubes promovem eventos que hoje atraem milhares de pessoas de Niterói e dos municípios vizinhos, com barracas com comidas típicas, bebidas e brincadeiras; quadrilhas para crianças e adultos; procissões com a imagem de Santo Antônio, São João e São Pedro; forró; brinquedos e shows musicais com ritmos que vão do sertanejo ao pagode e funk. Niterói conserva a tradição católica colonial das festas juninas, sendo inclusive feriado municipal, o dia 24 de junho, Dia de São João, comemorados no qual realiza festas de arraiá por vários bairros da cidade. Os outros dois santos católicos, Santo Antônio e São Pedro também são intensamente celebrados.
Destaca-se que São João Batista é padroeiro da cidade e São Pedro é muito celebrado à medida que a cidade possui intenso vínculo com o mar, sendo o principal polo da indústria naval do Brasil e possuindo três das mais importantes colonias de pescadores artesanais do país, quando inclusive acontece um cortejo marítimo pela orla da cidade e uma grande festa no bairro de Jurujuba e de Itaipu.

### Natal, Ano Novo e Dia de Reis
Como nas demais grandes cidades brasileiras o Natal as celebrações se dão ao longo de todo o mês de dezembro, e mesmo antes já em novembro, com arranjos e enfeites natalinos e presépios, inclusive espalhados ao ar livre por toda a cidade. Contudo, as celebrações na cidade começam mais intensamente apenas após o dia 8 de dezembro, rememorando um hábito católico, mais vinculado ao período colonial brasileiro, dia em que os católicos comemoram a Imaculada Conceição, quando a partir daí se enfeitavam as árvores de natal e presépios.
Na festa da virada do Ano Novo acontece importantes celebrações das tradições religiosas afro-brasileiras ligadas à Umbanda e ao Candomblé, com rituais nas areias das praias e oferendas lançadas ao mar, em especial à orixá Iemanjá. Acontece também a festa oficial organizada na orla da cidade com show de música popular e fogos de artificio, a semelhança à festa em Copacabana, em destaque a quatro praias, Praia de Icaraí, Praia das Flechas, Praia de Itaipu e Praia de Charitas.
Niterói mantém a tradição de encerrar as celebrações do fim de ano com a festa do Dia de Reis, dia 06 de janeiro, época de desmontar os enfeites natalinos, de origem colonial e ainda muito realizadas no interior rural do país. Por vários bairros acontecem festas de Folia de Reis especialmente os bairros mais populares e da Zona Norte.

### Outras festas religiosas
No dia 02 de fevereiro, os devotos de Iemanjá realizam festa para o dia da "Rainha do Mar", que para o Candomblé é o dia da entidade, que no sincretismo é dia de Nossa Senhora dos Navegantes. Uma barqueada que começa na Praça XV, no centro do Rio e termina na Praia de Icaraí, em Niterói, onde acontece o ritual de lançamento das oferendas pelos fiéis.
No dia 24 de abril, festa de São Jorge, feriado estadual, uma das mais tradicionais do país, é realizada pela Igreja de São Jorge, no Centro de Niterói. No evento, milhares de devotos fiéis passam pelo local e seguem em procissão pela cidade durante a celebração. Para os adeptos da Umbanda e Camdomblé, São Jorge, o Santo Guerreiro, é também conhecido como Ogum. Na véspera as lojas de artigos religiosos da cidade o movimento de devotos buscando oferendas para ofertas aos santo aumenta em cerca de 50% com relação aos dias normais. Os artigos procurados nessa época são alguidares, velas devotas, imagens, fitas de são Jorge, cerveja preta, as tradicionais e as tradicionais comidas como cará além de outros artigos, para serem ofertadas na praia ou na estrada, lugares comuns para ofertas dessa religião. As camisetas vermelhas ou vermelhas e brancas também são muito usadas pelos moradores.

### Carnaval
Na cidade de Niterói há uma grande e tradicional folia de carnaval, que conta com desfile de agremiações carnavalescas em passarela montada atualmente na Rua da Conceição e "carnavais" de rua pelos vários bairros da cidade. O carnaval niteroiense já chegou ser considerado, durante muito tempo, o segundo maior do Brasil. Sua base era a mesma do Carnaval do Rio de Janeiro, cidade vizinha e que por isso lhe influenciava, constituindo-se principalmente de desfiles de escolas de samba e blocos carnavalescos. Além do desfile, acontecem ensaios das agremiações ao longo do ano e importantes rodas-de-samba, sendo a cidade berço de importantes escolas de samba e compositores para o carnaval e samba.

## Gastronomia
A gastronomia niteroiense é rica e está presente nos mais diversos locais. O maior complexo culinário é a orla de São Francisco, que é toda margeada de bares e restaurantes, pontos de maior badalação noturna da cidade. Porém, o bairro de Jardim Icaraí, São Domingos (no entorno da Praça Leoni Ramos, mais conhecida como Praça da Cantareira, onde há grande movimento em bares e restaurantes à noite), e o Ponta D'Área vem constituindo polos gastronômicos. Outro destaque é o Mercado São Pedro.
O estilo gastronômico predominante são os Frutos do Mar, a comida italiana e churrascarias. Mas há uma variedade gigantesca de restaurantes de cozinha variada, cozinhas mineira, japonesa/chinesa, portuguesa/espanhola e australiana.